# Nýřany
Nýřany (niem. Nürschan) − miasto w Czechach, w kraju pilzneńskim.
Według danych z 31 grudnia 2003 powierzchnia miasta wynosiła 2 279 ha, a liczba jego mieszkańców 6 942 osób.
W mieście jest stacja kolejowa Nýřany.

## Demografia
| Rok             | 1970  | 1980  | 1991  | 2001  | 2003  |
| --------------- | ----- | ----- | ----- | ----- | ----- |
| Liczba ludności | 6 191 | 6 419 | 7 158 | 6 913 | 6 942 |

Źródło: Czeski Urząd Statystyczny